# Octave de Sampigny
Pour les autres membres de la famille, voir Famille Husson de Sampigny.
Octave de Sampigny, né le 2 novembre 1869 à Romorantin-Lanthenay (Loir-et-Cher) et mort pour la France le 5 mai 1915 à Metzeral dans les tranchées de Sillackerwasen (Haut-Rhin), est un officier militaire et membre de l'Action française.

## Présentation
Issu d'une famille catholique et royaliste, Octave de Sampigny naît le 2 novembre 1869 à Romorantin-Lanthenay,.
Il étudie à l'école Notre-Dame-des-Aydes à Blois. Titulaire d'un baccalauréat ès sciences, il se présente à Saint-Cyr mais échoue et se reporte sur La Flèche où il s'engage en 1889 au 117e régiment d'infanterie. En 1895, il parvient à entrer à Saint-Maixent où il est nommé sous-lieutenant au 125e régiment d'infanterie à Poitiers le 1er avril 1896. En 1905, il s'éclipse discrètement de sa compagnie pour éviter de prendre part aux Inventaires de la cathédrale de Poitiers.
Politiquement, il est adhérent de l'Action française et un ami de Georges Valois qu'il soutient dans sa création du Cercle Proudhon.
En 1911, il est promu capitaine et nommé au 165e régiment d'infanterie à Montmédy. Dénoncé anonymement pour son refus d'obtempérer lors des Inventaires, il est disgracié et envoyé au 157e régiment d'infanterie à Barcelonnette. Le Mémorial de guerre de l'École Notre-Dame-des-Aydes et du Cours Saint-Louis précise :

« Dans le rapport émargé qu'il retourna au Ministère de la guerre, le capitaine de Sampigny n'hésite pas à revendiquer fièrement la responsabilité de ses actes et à couvrir ceux de ses subordonnés accusés derrière lui. »

Il est finalement incorporé au 357e régiment d'infanterie lors de la déclaration de la Première Guerre mondiale.
Il est tué à l'ennemi le 5 mai 1915 à Metzeral dans les tranchées de Sillackerwasen. Sa mort fait l'objet d'une citation à l'ordre de l'armée :

« Officier d'une rare énergie, ayant su faire de sa compagnie une troupe d'élite et lui inspirer, par ses enseignements, par son expérience, le mépris le plus absolu du danger. Le 5 mai, l'a électrisée par son exemple ; se plaçant à sa tête, l'a enlevée à l'assaut d'une position formidablement organisée au sommet d'une colline ; s'est brillamment emparé d'une première ligne de tranchées et est tombé glorieusement frappé alors qu'il se dépensait sans compter pour encourager à une résistance opiniâtre ses hommes violemment contre-attaqués »

Georges Valois dédicace son livre Le Cheval de Troie (1917) à Octave de Barral, Joseph Boissier et Octave de Sampigny.

## Publications
- Propos byzantins (1911)